# Calymmaria bifurcata
Calymmaria bifurcata là một loài nhện trong họ Hahniidae.
Loài này thuộc chi Calymmaria. Calymmaria bifurcata được miêu tả năm 2004 bởi Heiss & Draney.